# Langloch

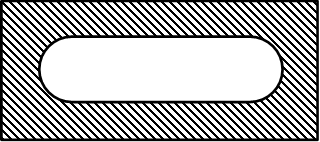
Schematische Darstellung eines Langlochs

Ein Langloch bezeichnet in der Technik eine längliche Bohrung oder Nut. Seine schmalen Seiten werden durch Halbkreise abgeschlossen, deren Durchmesser der Breite des Langlochs entsprechen. Die Längsseiten des Langloches verlaufen parallel zueinander.

## Fertigung
Langlöcher können auf folgende Weise hergestellt werden:
- Fräsen mittels eines Langlochfräsers[2]
- Stanzen mit passendem Stanzwerkzeug[3]
- Bohren von mehreren Löchern mit anschließendem Ausfräsen der zwischen den Bohrungen verbleibenden Zwickel mit einem Schaftfräser
- bei der Fertigung von Gussteilen
- Ausbrennen mittels Acetylen-Sauerstoff-Schneidbrenner oder Plasmaschneider
- Laserschneiden, Wasserstrahlschneiden u. ä. Verfahren

## Anwendungen
Ein Langloch wird häufig in der Art eines Schienenpaars als Führungselement genutzt, dass eine lineare Bewegung von Schrauben, Bolzen, Achsen und ähnlichen Elementen erlaubt, um Maschinenteile (etwa zwei Metallplatten) untereinander einstellbar zu fixieren. So dient es zur Justage und zum Ausgleich von Toleranzen.
Im Stahlbau werden Langlöcher vorwiegend bei ruhend belasteten Bauteilen zum Toleranzausgleich und zur Erleichterung der Montage eingesetzt. Der Einsatz ist in Eurocode 3 Abschnitt 1–8 (EN 1993-1-8 Bemessung und Konstruktion von Stahlbauten - Teil 1-8: Bemessung von Anschlüssen) geregelt. Die Bemessung der Bauteile ist aufwendig. Bei in Schraubenachsrichtung (Normalkraft) belasteten Schrauben sowie (senkrecht dazu) in Längsrichtung des Langlochs belasteten Schrauben müssen Unterlegplatten aus gleichem Werkstoff wie der Grundwerkstoff und einer Dicke über vier Millimeter zur Sicherstellung des Kraftschlusses durch Klemmkräfte eingesetzt werden. Falls erforderlich, müssen die Unterlegplatten mit dem Grundmaterial (nicht der Schraube) verschweißt werden.
Bei Verwendung von Langlöchern für Schraubenverbindungen in dynamisch belasteten Bauteilen wie Maschinenfundamenten, Generator-Tischen und insbesondere bei Kranbahnen ist auf eine ausreichende Lagesicherung (und gegebenenfalls den Einfluss der Kerbwirkung) zu achten. Bei Anschlusskonstruktionen wie Kranbahnkonsolen werden Langlöcher als Montageausgleich verwendet. In seltenen Fällen kann das Stanzen von Langlöchern zu Anrissen und lokaler Materialversprödung durch Aufhärtung bei der Scherung führen.
Eine typische Anwendung betrifft die bewegliche Montageart einer Lichtmaschine am Motorblock. Eines der beiden zum Festspannen dienenden Löcher an der Lichtmaschine (oder alternativ das Loch am Motorblock) wird als Langloch in Form eines Kreissegments ausgeführt. Das zweite Loch dient dann als Drehlager, um welches die gesamte Lichtmaschine mitsamt ihrer Keilriemenscheibe geschwenkt werden kann, um den Keilriemen montieren und spannen zu können. Bei erreichter Riemenspannung wird die Lichtmaschine durch Festziehen der Schraube im Langloch fixiert.
Als Führungselemente werden Langlöcher bei beweglichen Konstruktionen wie Kurbelschleifen verwendet.